# QBittorrent
qBittorrent — свободный кроссплатформенный клиент файлообменной сети BitTorrent с открытым исходным кодом. Клиент написан на языке C++, основан на библиотеке libtorrent-rasterbar, графический интерфейс написан на Qt. Поисковый движок требует установленный Python

## История
Разработку qBittorrent начал Кристоф Дюме из Франции в марте 2006 года. С 2013 года разработку поддерживает Sledgehammer999 из Греции вместе c сообществом разработчиков со всего мира.
В конце октября 2024 года разработчики выявили и устранили существовавшую более 14 лет уязвимость в системе безопасности программы, позволявшую злоумышленникам совершать MITM-атаки на пользователей.

## Особенности
- Интегрированная и расширяемая поисковая система торрент-файлов
  - Одновременный поиск на наиболее известных поисковых сайтах BitTorrent
  - Категория-специфичные поисковые запросы (например «книги», «музыка», «фильмы»)
- Поддержка всех BitTorrent расширений:
  - DHT
  - PeX
  - LPD
  - Шифрование
  - Web seed
  - Обмен трекерами
  - Мультитрекер
  - Magnet/BitComet URIs
- Веб-интерфейс на Ajax
- Расширенный контроль над трекерами, пирами и торрентами
  - Поисковый фильтр торрентов
  - Поисковый фильтр для содержимого торрента
  - Приоритизация скачивания файлов внутри торрента
  - Выбор содержимого торрента
  - Поддержка меток для торрентов
- Поддержка UPnP, NAT Port Mapping Protocol[англ.]
- Поддержка раздачи через протокол HTTP
- Кроссплатформенность: Windows, Linux, macOS, OS/2, FreeBSD
- Старт загрузки без проверки хеша
- Создание торрентов (через меню «Сервис»)
- Расширенная поддержка RSS с фильтрами для загрузки (включая регулярные выражения)
- Менеджер ограничения скорости
- IP-фильтрация (eMule- и PeerGuardian[англ.]-совместимая)
- Поддержка IPv6[11]
- Специальная версия для 64-разрядных операционных систем
- Хорошая локализация (более 70 языков, из которых около 30 полностью переведены[12]
- Может выступать в качестве трекера
- Возможность выключения компьютера (спящего/ждущего режима) или выхода из программы по завершении загрузок

## Интересные возможности
- Возможность скачивать файлы последовательно (правая кнопка мышки — «Загружать последовательно»).

Позволяет начинать просмотр видеоконтента, не дожидаясь полной загрузки. Пока идёт просмотр начальной части — файл докачивается.

## Мнения
Журнал gHacks предложил qBittorrent как отличную альтернативу μTorrent для всех.